# Hersfeldi Lambert
Hersfeldi Lambert (németül: Lampert von Hersfeld), régebben tévesen Aschaffenburgi Lambert, más írásmóddal Lampert (Frankföld, 1028 körül – Hersfeld, 1082–1085 között) latin nyelven író középkori német történetíró.

## Élete
Valószínűleg türingiai családból származott. Fiatal korában sokat utazott, és sikerült a Szentföldre is eljutnia. 1058-ban lépett be a hersfeldi bencés rendi kolostorba. Idősebb korában történeti művek írásával foglalkozott. Fő műve az Annales ('Évkönyvek'), amelyben Lambert a világ történetét a legkorábbi időktől 1077-ig foglalta össze. Az Annales a magyar történelemre nézve is fontos, mert részletesen elbeszéli a III. Henrik és IV. Henrik német-római császárok Magyarország ellen vezetett hadjáratait. Egyes kutatók Lambertet tartják az ónémet úgynevezett Anno-dal, illetve a Vita Lulli ('Lullus élete') című művek szerzőjének is.